# بریل (ویرجینیای غربی)
بریل (به انگلیسی: Beryl) یک منطقهٔ مسکونی در ایالات متحده آمریکا است که در شهرستان مینرال، ویرجینیای غربی واقع شده‌است.